# (69230) Hermes
(69230) Hermes – planetoida podwójna z grupy Apollo.

## Odkrycie
Asteroida ta została odkryta 28 października 1937 roku w Landessternwarte Heidelberg-Königstuhl w Heidelbergu przez Karla Reinmutha. Nazwa planetoidy pochodzi od Hermesa, jednego z bogów olimpijskich w mitologii greckiej. Przed nadaniem nazwy planetoida nosiła oznaczenie tymczasowe (69230) 1937 UB.
W kilka dni po odkryciu tej planetoidy zniknęła ona astronomom z oczu. Została ponownie odnaleziona 15 października 2003 roku.

## Orbita
Orbita (69230) Hermesa jest nachylona do płaszczyzny ekliptyki pod kątem 6,06°. Na jeden obieg wokół Słońca ciało to potrzebuje 2 lat i 47 dni, krążąc w średniej odległości 1,65 j.a. od Słońca. Mimośród orbity tej planetoidy jest duży i wynosi 0,62.
Charakterystyczną cechą trajektorii Hermesa jest częste przechodzenie w pobliżu Ziemi – asteroida ta zalicza się do obiektów typu NEO, potencjalnie zagrażających naszej planecie. W swej drodze wokół Słońca Hermes przecina orbitę ziemską i w peryhelium znajduje się bliżej Słońca niż Ziemia.

## Właściwości fizyczne oraz podwójność planetoidy
Jest to podwójny obiekt skalny o niewielkich rozmiarach i nieregularnym kształcie (średnica każdego ze składników wynosi zaledwie ok. 0,4 km). Średnia gęstość tej planetoidy to 2,0 g/cm³. Jest to układ synchroniczny, tzn. obrót każdego ze składników równa się jego obiegowi wokół wspólnego środka masy (trwa to 13,89 godziny), obydwa ciała zawsze zwrócone są do siebie tymi samymi stronami. Odległość między obydwoma składnikami układu to 1–1,2 km. Hermes ma jasność absolutną wynoszącą 17,5m, a albedo 0,13, zalicza się on do planetoid typu S.